# 劇団パロディフライ
劇団パロディフライとは、1992年に旗揚げされた妹尾和夫主宰の劇団。

## 経歴
1993年3月の第1回公演「モデルガンの男」を皮切りに、大阪市福島区福島に事務所（有限会社パロディフライ・プロダクション）を構えながら、関西地区でオリジナルの脚本による舞台公演を定期的に実施している。
一部の団員は、妹尾がパーソナリティを務めるラジオ番組をはじめ、在阪局制作のテレビ・ラジオ番組に出演。そのような事情もあって、2011年10月から2015年3月までは昭和プロダクションと業務提携を結んでいた。また、近年の公演では、妹尾と交流のある落語家（桂吉弥など）・タレント・ラジオパーソナリティ・アナウンサー（伊藤史隆など）を客演や脚本担当に起用している。
当劇団の前身は、妹尾が大学時代の後輩である神谷バッタ・梅マカオと活動していたコントグループ「パロディフライ」。
お笑いスター誕生!!（日本テレビ系）へのオーディション応募を機に梅が脱退し、松尾ペコが加入。1983年 5週勝ち抜いて銀賞を受賞した。
しかし、神谷と松尾の結婚を機に解散した。MC企画に所属していたが、東京で活動する際は石井光三オフィスがマネージメントをしていた。

## 所属している俳優
- 妹尾和夫：座長（自称「CEO」）
- 岩崎なおあき
- 松井桂三
- 宮城誠
- 森田一休
- 三輪浩伸
- 眞鍋征二
- 保園江司
- 岩下将幸
- 芦田尚
- 吉井雅智
- 横山拓海
- 安井牧子
- 大山由美子
- 花田福代
- 牧美也子
- 新居則子
- 東野結花
- 高島美香
- 安江佳子
- 石澤妙子
- 傳裕子
- 佐々木りつ子
- 仲野ひとみ
- 友金美佳子
- 西山萌
- 和田裕美
- 小林冨美子
- 角奈穂美
- 川口智加

## かつて所属していた俳優
- 牧野隆志（東京プリン）
- 永井康之
- 仙北谷晴美
- 田中美羽
- 一向美千代
- いとう友紀
- 泉恵美
- 神尾季代子
- 小城美知
- 小堀直子
- 沢田里沙
- 野原早苗
- 浜本直子
- 藤井啓子
- 前田里美
- 松田佳奈美
- やすみりえ
- 山之内宏美
- 阿南忠幸
- 大伴正一郎
- 喜田忠寛
- 根来真実
- 田中かつみ（かっちゃん）
- 伊舞なおみ